# Dean Elliot (compositeur)
Dean Elliott (11 mai 1917 - 31 décembre 1999) est un compositeur américain de musique pour la télévision et le cinéma.

## Filmographie

### Cinéma
- College Confidential
- Sex Kittens Go to College
- The Las Vegas Hillbillys
- Duel Personality
- Filet Meow
- Jerry, Jerry, Quite Contrary
- Matinee Mouse
- The A-Tom-Inable Snowman
- La Souris de la faim
- Cannery Rodent
- Surf-Bored Cat
- Shutter Bugged Cat
- Advance and Be Mechanized
- The Bear That Wasn't
- The Phantom Toolbooth
- The Dogfather
- The Bugs Bunny/Road Runner Movie

### Shows télévisés
- The Cat in the Hat
- The Lorax
- The Cricket In Times Square
- Dr. Seuss on the Loose
- A Verry Merry Cricket
- Rikki-Tikki-Tavi
- Yankee Doodle Cricket
- The Hoober-Bloob Highway
- The White Seal
- Mowgli's Brothers
- Raggedy Ann and Andy Christmas Special
- Duck Dodgers and the Return of the 24½th Century
- What Have We Learned, Charlie Brown? (musique en complément)

### Séries télévisées
- Curiosity Shop
- Return to the Planet of the Apes
- What's New, Mr. Magoo?
- Fangface
- The Fantastic Four
- Goldie Gold and Action Jack
- Rubik, The Amazing Cube
- The Plastic Man Comedy/Adventure Show
- Mighty Man And Yukk
- Rickety Rocket
- Heathcliff (en)
- Thundarr The Barbarian
- The Puppy's New Adventures
- Mister T
- Saturday Supercade
- Alvin and the Chipmunks
- Sesame Street (musique en complément)